# Hydropsyche lianchiensis
Hydropsyche lianchiensis là một loài Trichoptera trong họ Hydropsychidae. Chúng phân bố ở miền Cổ bắc.